# Eucecidoses
Cecidoses là một chi bướm đêm thuộc họ Cecidosidae.